# Discografia de Chitãozinho & Xororó
Esta página contém a discografia completa da dupla sertaneja brasileira Chitãozinho & Xororó, composta por 32 álbuns de estúdio (além de 3 álbuns em espanhol), 2 extended play (EP), 10 álbuns ao vivo, 8 álbuns colaborativos e 11 álbuns de compilação. Durante seus 56 anos de carreira (iniciada em 1969), a dupla vendeu mais de 40 milhões de discos e foi indicada 12 vezes ao Grammy Latino, vencendo 6 delas.

## Álbuns

### Álbuns de estúdio
| Título                                      | Detalhes do álbum                                                                | Certificações (vendas certificadas) | Vendas                     |
| ------------------------------------------- | -------------------------------------------------------------------------------- | ----------------------------------- | -------------------------- |
| Moreninha Linda                             | - Lançado: 1969 - Gravadora: Tropicana - Formatos: LP, CD                        |                                     | - Vendas totais: 5.000     |
| Galopeira                                   | - Lançado: 1970 - Gravadora: Copacabana - Formatos: LP, CD                       |                                     | - Vendas totais: 100.000   |
| A Mais Jovem Dupla do Brasil                | - Lançado: 1972 - Gravadora: Sinter/Philips - Formatos: LP, CD                   |                                     | - Vendas totais: 100.000   |
| Caminhos de Minha Infância                  | - Lançado: 1974 - Gravadora: Copacabana - Formatos: LP, CD                       |                                     | - Vendas totais: 100.000   |
| A Força Jovem da Música Sertaneja           | - Lançado: 1976 - Gravadora: Copacabana - Formatos: LP, CD                       |                                     | - Vendas totais: 100.000   |
| A Força Jovem da Música Sertaneja - Vol. II | - Lançado: 1977 - Gravadora: Copacabana - Formatos: LP, CD                       |                                     | - Vendas totais: 100.000   |
| 60 Dias Apaixonado                          | - Lançado: 1979 - Gravadora: Copacabana - Formatos: LP, CD, K7                   | - ABPD: Ouro                        | - Vendas totais: 180.000   |
| Amante Amada                                | - Lançado: 1981 - Gravadora: Copacabana - Formatos: LP, CD, K7                   | - ABPD: 2× Platina                  | - Vendas totais: 600.000   |
| Somos Apaixonados                           | - Lançado: 1982 - Gravadora: Copacabana - Formatos: LP, CD, K7                   | - ABPD: Diamante                    | - Vendas totais: 5.000.000 |
| Amante                                      | - Lançado: 1984 - Gravadora: Copacabana - Formatos: LP, CD, K7                   | - ABPD: Diamante                    | - Vendas totais: 1.800.000 |
| Fotografia                                  | - Lançado: 1985 - Gravadora: Copacabana - Formatos: LP, CD, K7                   | - ABPD: Diamante                    | - Vendas totais: 1.800.000 |
| Coração Quebrado                            | - Lançado: 1986 - Gravadora: Copacabana - Formatos: LP, CD, K7                   | - ABPD: Diamante                    | - Vendas totais: 1.700.000 |
| Meu Disfarce                                | - Lançado: 1987 - Gravadora: Copacabana - Formatos: LP, CD, K7                   | - ABPD: Diamante                    | - Vendas totais: 1.500.000 |
| Nossas Canções Preferidas                   | - Lançado: 1989 - Gravadora: Copacabana - Formatos: LP, CD, K7                   | - ABPD: 3× Platina                  | - Vendas totais: 800.000   |
| Os Meninos do Brasil                        | - Lançado: 1989 - Gravadora: Polygram - Formatos: LP, CD, K7                     | - ABPD: Diamante                    | - Vendas totais: 1.500.000 |
| Cowboy do Asfalto                           | - Lançado: 1990 - Gravadora: Polygram - Formatos: LP, CD, K7                     | - ABPD: Diamante                    | - Vendas totais: 1.500.000 |
| Planeta Azul                                | - Lançado: 1991 - Gravadora: Polygram - Formatos: LP, CD, K7                     | - ABPD: Diamante                    | - Vendas totais: 1.500.000 |
| Tudo por Amor                               | - Lançado: 1993 - Gravadora: Polygram - Formatos: LP, CD, K7                     | - ABPD: 3× Platina                  | - Vendas totais: 900.000   |
| Coração do Brasil                           | - Lançado: 1994 - Gravadora: Polygram - Formatos: LP, CD, K7                     | - ABPD: Diamante                    | - Vendas totais: 1.000.000 |
| Chitãozinho & Xororó                        | - Lançado: 1995 - Gravadora: Polygram - Formatos: LP, CD, K7                     | - ABPD: 3× Platina                  | - Vendas totais: 900.000   |
| Clássicos Sertanejos                        | - Lançado: 1996 - Gravadora: Polygram - Formatos: LP, CD, K7                     | - ABPD: Diamante                    | - Vendas totais: 1.400.000 |
| Em Família                                  | - Lançado: 1997 - Gravadora: Polygram - Formatos: CD, K7                         | - ABPD: 3× Platina                  | - Vendas totais: 1.000.000 |
| Na Aba do Meu Chapéu                        | - Lançado: 1998 - Gravadora: Polygram - Formatos: CD, K7                         | - ABPD: 2× Platina                  | - Vendas totais: 600.000   |
| Alô                                         | - Lançado: 1999 - Gravadora: Universal Music - Formatos: CD, K7                  | - ABPD: 2× Diamante                 | - Vendas totais: 1.000.000 |
| Inseparáveis                                | - Lançado: 2001 - Gravadora: Universal Music - Formatos: CD                      | - ABPD: Platina                     | - Vendas totais: 500.000   |
| Festa do Interior                           | - Lançado: 2002 - Gravadora: Universal Music - Formatos: CD                      | - ABPD: Platina                     | - Vendas totais: 275.000   |
| Aqui o Sistema É Bruto                      | - Lançado: 2004 - Gravadora: Universal Music - Formatos: CD                      | - ABPD: Platina                     | - Vendas totais: 250.000   |
| Vida Marvada                                | - Lançado: 2006 - Gravadora: Universal Music - Formatos: CD                      | - ABPD: Ouro                        | - Vendas totais: 50.000    |
| Se For Pra Ser Feliz                        | - Lançado: 2009 - Gravadora: EMI Music - Formatos: CD                            |                                     | - Vendas totais: 30.000    |
| Tom do Sertão                               | - Lançado: 2015 - Gravadora: Universal Music/Evidências Music - Formatos: LP, CD |                                     | - Vendas totais: 30.000    |
| Legado                                      | - Lançado: 2022 - Gravadora: Evidências Music - Formatos: Download digital       |                                     |                            |
| José & Durval                               | - Lançado: 2024 - Gravadora: Onda Musical - Formatos: Download digital           |                                     |                            |

### Álbuns em espanhol
| Título                | Detalhes do álbum                                            | Certificações (vendas certificadas) | Vendas |
| --------------------- | ------------------------------------------------------------ | ----------------------------------- | ------ |
| Nacimos pra Cantar    | - Lançado: 1991 - Gravadora: Polygram - Formatos: LP, CD     |                                     |        |
| Todo por Amor         | - Lançado: 1993 - Gravadora: Polygram - Formatos: LP, CD, K7 |                                     |        |
| Al Sur de la Frontera | - Lançado: 1997 - Gravadora: Polygram - Formatos: LP, CD, K7 |                                     |        |

### Extended plays(EP)
| Título             | Detalhes do álbum                                                     | Certificações (vendas certificadas) | Vendas |
| ------------------ | --------------------------------------------------------------------- | ----------------------------------- | ------ |
| Irmão Caminhoneiro | - Lançado: 2012 - Gravadora: Shell - Formato: Extended play           |                                     |        |
| Tempo de Romance   | - Lançado: 2020 - Gravadora: Onda Musical - Formato: Download digital |                                     |        |

### Álbuns ao vivo
| Título                                       | Detalhes do álbum                                                                 | Certificações (vendas certificadas)                            | Vendas                                                                                       |
| -------------------------------------------- | --------------------------------------------------------------------------------- | -------------------------------------------------------------- | -------------------------------------------------------------------------------------------- |
| Ao Vivo                                      | - Lançado: 1992 - Gravadora: Globo Vídeo/Polygram - Formatos: LP, CD, VHS         | - ABPD: Diamante                                               | - Vendas totais: 1.000.000 - Vendas totais: 10.000 (VHS)                                     |
| Irmãos Coragem - 30 Anos - Ao Vivo           | - Lançado: 2000 - Gravadora: Universal Music - Formatos: CD, DVD                  | - ABPD: 2× Platina (CD) - ABPD: Platina (DVD)                  | - Vendas totais: 500.000 (CD) - Vendas totais: 174.000 (DVD)                                 |
| Ao Vivo em Garibaldi                         | - Lançado: 2003 - Gravadora: Universal Music - Formatos: DVD                      | - ABPD: Platina                                                | - Vendas totais: 50.000                                                                      |
| Grandes Clássicos Sertanejos - Acústico      | - Lançado: 2007 - Gravadora: Radar Records - Formatos: CD, DVD                    | - ABPD: Ouro (CD I) - ABPD: Ouro (CD II) - ABPD: Platina (DVD) | - Vendas totais: 75.000 - Vendas totais: 75.000 - Vendas totais: 80.000                      |
| 40 Anos - Nova Geração                       | - Lançado: 2010 - Gravadora: Radar Records/Evidências Music - Formatos: CD, DVD   | - ABPD: Ouro (DVD)                                             | - Vendas totais: 60.000 (CD) - Vendas totais: 60.000 (DVD)                                   |
| 40 Anos - Entre Amigos                       | - Lançado: 2011 - Gravadora: Radar Records/Evidências Music - Formatos: CD, DVD   | - ABPD: Ouro (DVD)                                             | - Vendas totais: 30.000 (CD) - Vendas totais: 30.000 (DVD)                                   |
| 40 Anos - Sinfônico                          | - Lançado: 2011 - Gravadora: Radar Records/Evidências Music - Formatos: CD, DVD   | - ABPD: Ouro (CD) - ABPD: Ouro (DVD)                           | - Vendas totais: 55.000 (CD) - Vendas totais: 45.000 (DVD)                                   |
| Do Tamanho do Nosso Amor                     | - Lançado: 2013 - Gravadora: Universal Music/Evidências Music - Formatos: CD, DVD |                                                                | - Vendas totais: 30.000 (CD) - Vendas totais: 20.000 (DVD)                                   |
| Elas em Evidências                           | - Lançado: 2017 - Gravadora: Universal Music - Formatos: CD, DVD                  | ABPD: Ouro (digital)                                           | - Vendas totais: 30.000 (CD) - Vendas totais: 20.000 (DVD) - Vendas totais: 50.000 (digital) |
| Ao Vivo no Radio City Music Hall Nova Iorque | - Lançado: 2023 - Gravadora: Onda Musical - Formatos: Download digital            |                                                                |                                                                                              |

### Álbuns colaborativos
| Título                                | Detalhes do álbum                                                      | Certificações (vendas certificadas) | Vendas                   |
| ------------------------------------- | ---------------------------------------------------------------------- | ----------------------------------- | ------------------------ |
| Amigos - Vol. 1                       | - Lançado: 1996 - Gravadora: Som Livre - Formatos: LP, CD, K7          | - ABPD: 3× Platina                  | - Vendas totais: 750.000 |
| Amigos - Vol. 2                       | - Lançado: 1997 - Gravadora: Som Livre - Formatos: LP, CD              | - ABPD: 2× Platina                  | - Vendas totais: 500.000 |
| Amigos - Vol. 3                       | - Lançado: 1998 - Gravadora: Som Livre - Formatos: CD                  | - ABPD: 3× Platina                  | - Vendas totais: 750.000 |
| Amigos - Vol. 4                       | - Lançado: 1999 - Gravadora: Som Livre - Formatos: CD                  |                                     | - Vendas totais: 100.000 |
| Direito de Viver                      | - Lançado: 2001 - Gravadora: Indie Records - Formatos: CD              | * ABPD: Platina                     | - Vendas totais: 250.000 |
| Clássico (com Bruno & Marrone)        | - Lançado: 2016 - Gravadora: Universal Music - Formatos: CD, DVD       |                                     | - Vendas totais: 30.000  |
| A História Continua                   | - Lançado: 2019 - Gravadora: Som Livre - Formatos: Download digital    |                                     |                          |
| Outros Cantos (com Milton Nascimento) | - Lançado: 2023 - Gravadora: Onda Musical - Formatos: Download digital |                                     |                          |

### Álbuns de compilação
| Título                                        | Detalhes do álbum                                                             | Certificações (vendas certificadas) | Vendas                   |
| --------------------------------------------- | ----------------------------------------------------------------------------- | ----------------------------------- | ------------------------ |
| Os Grande Sucessos de Chitãozinho e Xororó    | - Lançado: 1987 - Gravadora: Copacabana - Formatos: LP                        |                                     |                          |
| Minha História                                | - Lançado: 1993 - Gravadora: Polygram - Formatos: LP, CD                      |                                     |                          |
| Raízes Sertanejas                             | - Lançado: 1998 - Gravadora: EMI - Formatos: CD                               | - ABPD: Ouro                        | - Vendas totais: 100.000 |
| Pura Emoção: O Melhor De Chitãozinho & Xororó | - Lançado: 1998 - Gravadora: Polygram - Formatos: CD                          | - ABPD: 3× Platina                  | - Vendas totais: 750.000 |
| Bailão do Chitãozinho & Xororó                | - Lançado: 1999 - Gravadora: Universal Music - Formatos: CD                   |                                     |                          |
| Série Bis                                     | - Lançado: 2000 - Gravadora: EMI - Formatos: CD                               | - ABPD: Ouro                        | - Vendas totais: 118.000 |
| Sem Limites                                   | - Lançado: 2001 - Gravadora: EMI - Formatos: CD                               |                                     | - Vendas totais: 30.000  |
| Minha Vida, Minha Música                      | - Lançado: 2002 - Gravadora: Universal Music - Formatos: CD                   |                                     | - Vendas totais: 50.000  |
| Identidade                                    | - Lançado: 2002 - Gravadora: EMI - Formatos: CD                               |                                     |                          |
| Retratos                                      | - Lançado: 2004 - Gravadora: EMI - Formatos: CD                               |                                     |                          |
| Sucessos em Evidência                         | - Lançado: 2020 - Gravadora: Universal Music - Formatos: LP, Download digital |                                     |                          |

## Singles

### Como artista principal
| Ano  | Canção                                                 | Álbum                                         |
| ---- | ------------------------------------------------------ | --------------------------------------------- |
| 1969 | "Moreninha Linda"                                      | Moreninha Linda                               |
| 1970 | "Galopeira"                                            | Galopeira                                     |
| 1972 | "Nostalgia Cabocla"                                    | A Mais Jovem Dupla do Brasil                  |
| 1974 | "Caminhos de Minha Infância"                           | Caminhos de Minha Infância                    |
| 1976 | "Doce Amada"                                           | A Força Jovem da Música Sertaneja             |
| 1976 | "Manhã de Sol"                                         | A Força Jovem da Música Sertaneja             |
| 1977 | "Querida"                                              | A Força Jovem da Música Sertaneja - Vol. II   |
| 1979 | "60 Dias Apaixonado"                                   | 60 Dias Apaixonado                            |
| 1980 | "Ninguém Quis Dormir"                                  | 60 Dias Apaixonado                            |
| 1981 | "Amante Amada"                                         | Amante Amada                                  |
| 1981 | "Aguenta Coração"                                      | Amante Amada                                  |
| 1982 | "Amor à Três (Uma Mulher e Dois Homens)"               | Amante Amada                                  |
| 1982 | "Fio de Cabelo"                                        | Somos Apaixonados                             |
| 1983 | "Ela Fez Minha Cabeça"                                 | Somos Apaixonados                             |
| 1983 | "Obras de Poeta (Os Passarinhos)"                      | Somos Apaixonados                             |
| 1984 | "Amante"                                               | Amante                                        |
| 1984 | "Amor Proibido"                                        | Amante                                        |
| 1985 | "Matriz ou Filial"                                     | Amante                                        |
| 1985 | "Ela Chora, Chora"                                     | Fotografia                                    |
| 1985 | "Pago Dobrado"                                         | Fotografia                                    |
| 1986 | "Estrada"                                              | Fotografia                                    |
| 1986 | "Coração Quebrado"                                     | Coração Quebrado                              |
| 1986 | "Não Desligue o Rádio"                                 | Coração Quebrado                              |
| 1986 | "Se Deus Me Ouvisse"                                   | Coração Quebrado                              |
| 1987 | "Terra Tombada"                                        | Coração Quebrado                              |
| 1987 | "Meu Disfarce"                                         | Meu Disfarce                                  |
| 1987 | "Fogão de Lenha"                                       | Meu Disfarce                                  |
| 1988 | "Pé Na Estrada"                                        | Meu Disfarce                                  |
| 1988 | "Falando às Paredes"                                   | Meu Disfarce                                  |
| 1988 | "A Mais Bonita das Noites"                             | Meu Disfarce                                  |
| 1989 | "Faz Um Ano"                                           | Nossas Canções Preferidas                     |
| 1989 | "Manhã de Sol"                                         | Nossas Canções Preferidas                     |
| 1989 | "De Coração Pra Coração"                               | Nossas Canções Preferidas                     |
| 1989 | "Nascemos Pra Cantar"                                  | Os Meninos do Brasil                          |
| 1989 | "No Rancho Fundo"                                      | Os Meninos do Brasil                          |
| 1990 | "Página Virada"                                        | Os Meninos do Brasil                          |
| 1990 | "Somos Assim"                                          | Os Meninos do Brasil                          |
| 1990 | "Evidências"                                           | Cowboy do Asfalto                             |
| 1991 | "Cowboy do Asfalto"                                    | Cowboy do Asfalto                             |
| 1991 | "É Assim Que Te Amo"                                   | Cowboy do Asfalto                             |
| 1991 | "Foge de Mim"                                          | Planeta Azul                                  |
| 1992 | "Brincar de Ser Feliz"                                 | Planeta Azul                                  |
| 1992 | "Foi Por Amor"                                         | Planeta Azul                                  |
| 1992 | "Planeta Azul"                                         | Planeta Azul                                  |
| 1992 | "A Minha Vida"                                         | Planeta Azul                                  |
| 1993 | "Pensando em Minha Amada"                              | Tudo por Amor                                 |
| 1993 | "Palavras (Words)" (part. Bee Gees)                    | Tudo por Amor                                 |
| 1993 | "Deixa"                                                | Tudo por Amor                                 |
| 1993 | "Falando às Paredes"                                   | Tudo por Amor                                 |
| 1994 | "Vá Pro Inferno Com o Seu Amor"                        | Tudo por Amor                                 |
| 1994 | "Pode Ser Pra Valer"                                   | Tudo por Amor                                 |
| 1994 | "Ela Não Vai Mais Chorar" (part. Billy Ray Cyrus)      | Coração do Brasil                             |
| 1994 | "Quando Abraço a Solidão"                              | Coração do Brasil                             |
| 1995 | "Até Você Voltar"                                      | Coração do Brasil                             |
| 1995 | "Até Que Te Conheci"                                   | Coração do Brasil                             |
| 1995 | "Página de Amigos"                                     | Chitãozinho & Xororó                          |
| 1995 | "Bailão de Peão"                                       | Chitãozinho & Xororó                          |
| 1995 | "Um Homem Quando Ama"                                  | Chitãozinho & Xororó                          |
| 1996 | "Feito Eu"                                             | Chitãozinho & Xororó                          |
| 1996 | "Só Quem Amou Demais"                                  | Chitãozinho & Xororó                          |
| 1996 | "Vez Em Quando Vem Me Ver"                             | Chitãozinho & Xororó                          |
| 1996 | "Coração Sertanejo"                                    | Clássicos Sertanejos                          |
| 1997 | "É Disso Que o Velho Gosta"                            | Clássicos Sertanejos                          |
| 1997 | "Um Sino Feliz" (part. Sandy & Junior)                 | Em Família                                    |
| 1998 | "Pura Emoção"                                          | Pura Emoção: O Melhor De Chitãozinho & Xororó |
| 1998 | "Eu Menti"                                             | Na Aba do Meu Chapéu                          |
| 1998 | "Deixei de Ser Cowboy Por Ela"                         | Na Aba do Meu Chapéu                          |
| 1998 | "Na Aba do Meu Chapéu"                                 | Na Aba do Meu Chapéu                          |
| 1999 | "Ai, Maria"                                            | Na Aba do Meu Chapéu                          |
| 1999 | "Te Esquecer é Impossível"                             | Na Aba do Meu Chapéu                          |
| 1999 | "Coração Vazio" (part. Reba McEntire)                  | Alô                                           |
| 1999 | "Alô"                                                  | Alô                                           |
| 2000 | "O Amor é Mais Forte"                                  | Alô                                           |
| 2000 | "Um, Dois, Três"                                       | Irmãos Coragem - 30 Anos - Ao Vivo            |
| 2001 | "Rebola"                                               | Irmãos Coragem - 30 Anos - Ao Vivo            |
| 2001 | "Deslizes"                                             | Irmãos Coragem - 30 Anos - Ao Vivo            |
| 2001 | "Frio da Solidão" (part. Roupa Nova)                   | Inseparáveis                                  |
| 2002 | "Causa Perdida"                                        | Inseparáveis                                  |
| 2002 | "Galinhada"                                            | Inseparáveis                                  |
| 2002 | "Eu e o Sabiá"                                         | Festa do Interior                             |
| 2003 | "Encontro Casual"                                      | Festa do Interior                             |
| 2003 | "Frete"                                                | Festa do Interior                             |
| 2004 | "Sinônimos" (part. Zé Ramalho)                         | Aqui o Sistema É Bruto                        |
| 2005 | "Aqui o Sistema é Bruto"                               | Aqui o Sistema É Bruto                        |
| 2005 | "Essência do Prazer"                                   | Aqui o Sistema É Bruto                        |
| 2005 | "Se (If)"                                              | Aqui o Sistema É Bruto                        |
| 2006 | "É Amor, É Paixão"                                     | Vida Marvada                                  |
| 2006 | "Vida Pelo Avesso"                                     | Vida Marvada                                  |
| 2006 | "Vida Marvada" (part. C4bal)                           | Vida Marvada                                  |
| 2007 | "Porque Brigamos"                                      | Grandes Clássicos Sertanejos - Acústico       |
| 2009 | "Se For Pra Ser Feliz"                                 | Se For Pra Ser Feliz                          |
| 2010 | "Coisa de Amigo"                                       | Se For Pra Ser Feliz                          |
| 2012 | "Do Tamanho do Nosso Amor" (part. Fernando & Sorocaba) | Do Tamanho do Nosso Amor                      |
| 2013 | "E Aí, Tempo?"                                         | Do Tamanho do Nosso Amor                      |
| 2014 | "Hipótese"                                             | Não adicionado à nenhum álbum                 |
| 2014 | "Águas de Março"                                       | Tom do Sertão                                 |
| 2014 | "Correnteza"                                           | Tom do Sertão                                 |
| 2016 | "Você Me Trocou" (com Bruno & Marrone)                 | Clássico                                      |
| 2016 | "Meu Irmão"                                            | Não adicionado à nenhum álbum                 |
| 2018 | "Foi Só Um Caso" (part. Marília Mendonça)              | Elas em Evidências                            |
| 2019 | "Única" (com Leonardo e Zezé Di Camargo & Luciano)     | A História Continua - Ao Vivo em São Paulo    |
| 2020 | "Nosso Terceiro Cachorro"                              | Tempo de Romance                              |
| 2020 | "Voltei Pro Mato"                                      | Tempo de Romance                              |
| 2020 | "Corações Rebeldes"                                    | Tempo de Romance                              |
| 2021 | "Pássaros"                                             | Não adicionado à nenhum álbum                 |
| 2021 | "Vida de Vô" (apenas Xororó)                           | Não adicionado à nenhum álbum                 |
| 2023 | "Sinônimos" (part. Ana Castela)                        | Não adicionado à nenhum álbum                 |
| 2023 | "Chuva"                                                | Não adicionado à nenhum álbum                 |
| 2023 | "Seu Bento e Dona Linda" (com Milton Nascimento)       | Outros Cantos                                 |
| 2024 | "Direito de Viver" (com vários artistas)               | Não adicionado à nenhum álbum                 |
| 2024 | "Camadas" (part. Fresno)                               | José & Durval                                 |
| 2024 | "A Tal da Paz"                                         | José & Durval                                 |
| 2024 | "Romance de Filme" (part. Simone Mendes)               | José & Durval                                 |

### Como artista convidado
| Ano  | Canção                                                                | Álbum                                       |
| ---- | --------------------------------------------------------------------- | ------------------------------------------- |
| 1989 | "Nuvem de Lágrimas" (Fafá de Belém part. Chitãozinho & Xororó)        | Fafá                                        |
| 1992 | "Vamos Construir" (Sandy & Junior part. Chitãozinho & Xororó)         | Sábado à Noite                              |
| 2003 | "Evidências" (Daniel part. Chitãozinho & Xororó)                      | 20 Anos de Carreira - Ao Vivo               |
| 2023 | "A Loira do Carro Branco" (Daniel part. Chitãozinho & Xororó)         | Daniel 40 Anos: Celebra João Paulo & Daniel |
| 2023 | "No Mesmo Lugar (Coisa Estranha)" (Daniel part. Chitãozinho & Xororó) | Daniel 40 Anos: Celebra João Paulo & Daniel |

## Outras aparições
- 1985 - "Jair Rodrigues" faixa "A majestade o sabiá"
- 1987 - Tributo A Paulo Sérgio - Faixa 2 - Capela com Paulo Sérgio
- 1991 - Os Trapalhões- faixa Amigos do Peito
- 1992 - Fabio Jr - faixa Volta ao começo
- 1994 - Tonico e Tinoco faixa Coração do Brasil com sandy e Junior
- 1996 - "Saudades de Tião Carreiro" faixa Pagode em Brasilia
- 1997 - Só meu coração  (Compacto com Billy Ray Cyrus)
- 1999 - Foram junto Paulinho debetio e Paulinho Rezende os compositores da musica "Mano" de Leonardo
- 1999 - Tributo A Leandro - Faixa 8 - Não Aprendi A Dizer Adeus
- 1999 - Roberta Miranda Ao Vivo - A Majestade o Sabiá - Faixa 13 - A Majestade o Sabiá
- 1999 - Roberto Carlos e as maiores estrelas da nossa música junto numa mesma oração Nossa Senhora - Faixa 1 - Nossa Senhora
- 2000 - Brasil 500 Anos - Faixa 1 - Planeta Água - Com Daniel
- 2000 - Padre Marcelo Rossi - Canções Para Um Novo Milênio - Faixa 6 - Parabéns Pra Jesus
- 2000 - Meu Reino Encantado com Daniel - Faixa 6 - Terra Tombada
- 2001 - Direito de Viver - Vol 1 - Faixa 14 - Direito de Viver
- 2001 - Sérgio Reis e convidados faixa "Menino da Porteira"
- 2002 - Direito de Viver - Vol 2 - Faixa 1 - Temporal do Amor
- 2002 - Fagner - Duetos - Faixa 13 - Cabocla Tereza
- 2003 - Direito de Viver - Vol 3 - Faixa 2 - Bem-ti-vi
- 2004 - Roupa Nova na faixa "Já nem sei mais" acustico
- 2004 - Duetos & Raridades - Zezé Di Camargo & Luciano - Fio de Cabelo (Somente Chitãozinho)
- 2004 - Um Barzinho Um Violão - CD 3 - Faixa 11 - Travessia
- 2004 -  Teodoro & Sampaio - Ao Vivo Convida CD - Faixa 14 - Vestido de Seda
- 2004 - Um Barzinho Um Violão - CD 4 - Faixa 5 - Corazón Partió
- 2004 - Direito de Viver - Vol 4 - Faixa 8 - Causa Perdida, esta faixa também saiu em Direito de Viver - Vol 5 - 2005 - Faixa 14 e Direito de Viver - 2007 - Faixa 15
- 2005-  Dois Filhos de Francisco - Zezé Di Camargo & Luciano - Trilha Sonora - Faixa 04 - Luar do Sertão
- 2005 - Roberto Carlos - Duetos - Faixa 7 - Amazônia
- 2005 - Faixa "Agora aguenta nois" no disco Zezé e Luciano 2005
- 2006 - Roberto Carlos - Promessa - Faixa 4 - Arrasta uma cadeira, esta faixa também apareceu no CD de carreira - Vida Marvada - faixa 14 como faixa bônus
- 2006- Raridades -  Zezé di Camargo & Luciano - Andança - Casa no Campo - Estrada da Vida
- 2007 - Uma História De Sucesso - Gian e Giovani - Faixa 11 - Página De Amigos e Faixa 12 - Mil Corações
- 2008 - Padre Marcelo Rossi - Paz Sim Violência Não - Vol 1 - Faixa 11 - Parabéns para Jesus
- 2008 - Aguenta Coração Ao Vivo - José Augusto  - Faixa 11 - Evidências
- 2008 - Estúdio Coca-Cola Zero - Fresno e Chitãozinho & Xororó, que foi ao ar na MTV Brasil
- 2010 - 25 Anos Ao Vivo - Exaltasamba - Faixa 5 - Minha Razão
- 2010 - Roberto Carlos - Emoções Sertanejas - CD 2 - Faixa 10 - Eu Preciso de Você e Faixa 11 - É Preciso Saber Viver com Leonardo
- 2012 - Ao Vivo Em Floripa - Victor & Leo - Faixa 4 - Boteco de Esquina/Fio de Cabelo, Faixa 05 - Beijo de Luz e Faixa 12 - Ainda Ontem Chorei de Saudade com Zezé Di Camargo & Luciano e Marciano
- 2012 - "Terra tombada" e "Você é  tudo que pedi pra Deus" com Cezar e Paulinho no dvd "Alma Sertaneja"
- 2014 - Encontros Pelo Caminho - Paula Fernandes - Faixa 6 - Pegando Lágrimas
- 2015 - Foi Deus - Rick Sollo - Faixa 9 - Aurora do Mundo
- 2017 - "Quando te encontrei" dvd Raça Negra e Amigos II